# Stefan Żechowski
Stefan Żechowski (ur. 19 lipca 1912 w Książu Wielkim, zm. 28 października 1984 tamże) – malarz, pastelista, rysownik, ilustrator, projektant znaczków pocztowych. 

## Życiorys
Był najmłodszym synem Wincentego – ubogiego rzemieślnika i Florentyny. Miał trzech braci o imionach: Daniel, Wacław i Antoni – wszyscy zostali później kierownikami szkół powszechnych.
Naukę rozpoczął w Szkole Ludowej w Książu Wielkim. W 1922, już jako uczeń trzeciej klasy został uznany przez nauczycieli i kolegów za najlepszego rysownika w szkole. W latach 1926–1927 po raz pierwszy jego ilustracje zostają opublikowane. Ukazały się w tygodniku dla dzieci i młodzieży „Płomyk”.
W 1929 dzięki przedstawionym gronu pedagogicznemu ilustracjom, został przyjęty z pominięciem egzaminu teoretycznego do Państwowej Szkoły Sztuk Zdobniczych i Przemysłu Artystycznego w Krakowie. Ukończył ją w 1932. Również w 1929, zafascynowany osobą Stanisława Szukalskiego, wstąpił do założonej przez niego grupy artystycznej o nazwie Szczep Szukalszczyków Herbu Rogate Serce. Przyjął tam imię „Ziemina z Książa”. W latach 1930–1936 brał udział w wystawach grupy. W 1936 ją opuścił.
W 1937 wykonał 37 ilustracji do powieści Motory Emila Zegadłowicza, która została skonfiskowana w październiku następnego roku przez Prokuraturę Krakowską pod zarzutem szerzenia pornografii. Jemu samemu zaś zarzucano niemoralność i antypaństwowość.
Okupację niemiecką przeżył w Książu. W 1946 wstąpił do PPR. Pod koniec lat 40. przyjął z aprobatą doktrynę realizmu socjalistycznego. Malował portrety przywódców ruchu robotniczego oraz tworzył prace o charakterze propagandowym. W latach 50. zilustrował kilka powieści (m.in. Emila Zegadłowicza i Jerzego Żuławskiego) oraz zaprojektował szereg znaczków pocztowych poświęconych polskiej historii i kulturze.
W 1953 przeżył wstrząs związany z pożarem rodzinnego domu w Książu Wielkim. W pożarze spłonęło wiele jego prac, a także korespondencja i dziennik. W 1955 został odznaczony Złotym Krzyżem Zasługi. W tym samym czasie podjął próby ilustrowania Dziadów oraz Ballad i romansów Adama Mickiewicza. W 1956 wycofał się z czynnego życia artystycznego. Tworzył dla siebie, głównym tematem jego obrazów stała się kobieta.  
W 1981 Wydawnictwo Łódzkie wydało drukiem jego wspomnienia zatytułowane Na Jawie.
Zmarł po długiej i ciężkiej chorobie 28 października 1984 w Książu Wielkim. Został pochowany na tamtejszym cmentarzu parafialnym. Jego grób został opatrzony napisem: „Śniłem swoją sztukę”.

## Twórczość

### Obrazy
Autoportret, Pastuszek, Na strychu, Brat Daniel, Chopin i Mickiewicz, Słowacki i Mickiewicz, Spętanie, Faun żegnający miasto, Drabina odwagi, Stefan w lesie, Wnętrze Ziemi, Na torach, Sieroty w kanale, Ciężar istnienia, Siła brutalna, Portret mężczyzny, Egipska piękność, Portret młodej kobiety, Szał uniesień, Faun, Staruszka w okularach, Rembrandt ogląda straż nocną, Tołstoj – ostatnia droga, Odaliska, Portret, Sokrates i uczniowie, Artur i Wanda, Wiosenka

### Publikacje
- Stefan Żechowski, Na Jawie, Łódź 1981
- Stefan Żechowski,  Album rysunków do „Motorów” Emila Zegadłowicza, Beskidzka Oficyna Wydawnicza (BTSK), 1986
- Śniłem swoją sztukę • Malarstwo i rysunek Stefana Żechowskiego, katalog wystawy w Pałacu Krzysztofory, Kraków 2002
- Emil Zegadłowicz, Stefan Żechowski, Marian Ruzamski, Korespondencja 1936-1937, tom 1, pod red. Mirosława Wójcika, Kielce 2002
- Emil Zegadłowicz, Stefan Żechowski, Marian Ruzamski, Korespondencja 1938-1944, tom 2, pod red. Mirosława Wójcika, Kielce 2002

### Znaczki pocztowe
- Zabytki architektury (seria nr kat. 410), 1946
- 7. rocznica obrony Poczty Polskiej w Gdańsku, 1946
- W 50-lecie ruchu ludowego (seria), 1946
- Kultura Polska (dwie serie – wyd. I i II ), 1947
- Świat pracy (seria, nr kat. 337–228, 340), 1947
- Kultura Polska (seria – wyd. z dopłatą na cele społeczne), 1948
- Centaur – wydanie na przesyłki lotnicze (seria), 1948
- 100–lecie Wiosny Ludów (seria, nry kat. 451–453), 1948

### Kartki pocztowe
- Polskie Towarzystwo Tatrzańskie (seria, nr Cp 101), 1947
- Wydanie prowizoryczne karty nr Cp 101 (nr Cp 117), 1949

## Odznaczenia i nagrody
- Złoty Krzyż Zasługi, 1955
- Nagroda kieleckiego miesięcznika „Przemiany” za całokształt twórczości

## Upamiętnienie
- W 1977 powstał o nim film telewizyjny pt. Pustelnik.
- Książka Ryszarda Wójcika, Kusiciel Demonów • Opowieść o Stefanie Żechowskim, wyd. Towarzystwo Reklamowe Tilosz i S-ka, 2001
- Od 2002 szkoła podstawowa w Książu Wielkim nosi imię Stefana Żechowskiego.